# Charge d'espace
 (décembre 2020).
Si vous disposez d'ouvrages ou d'articles de référence ou si vous connaissez des sites web de qualité traitant du thème abordé ici, merci de compléter l'article en donnant les références utiles à sa vérifiabilité et en les liant à la section « Notes et références ».

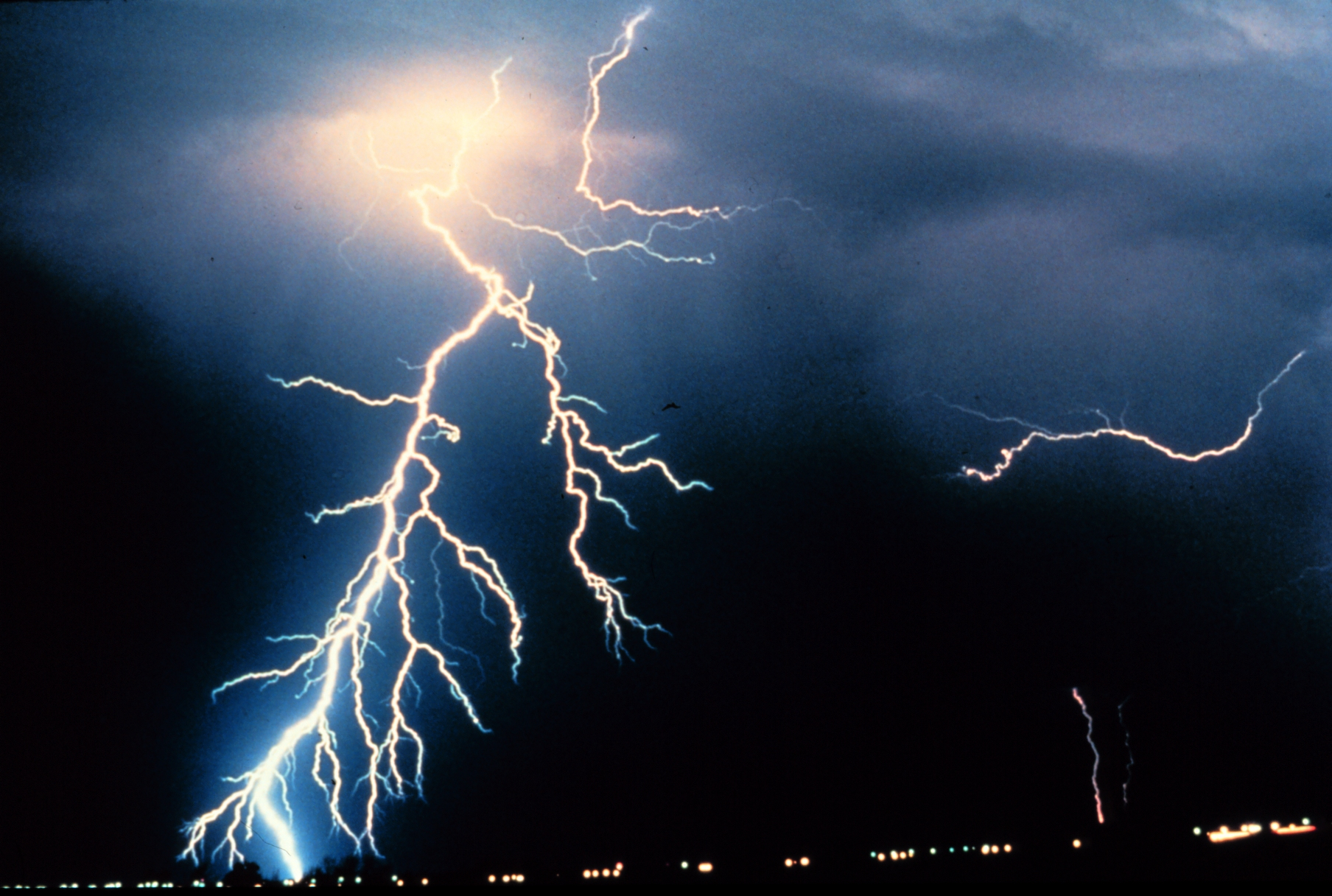
La foudre est la décharge des charges d'espace qui se sont accumulées dans les nuages.

La charge d'espace est un nuage d'électrons situé dans un espace qui peut être un vide, un gaz, un liquide ou un solide. Le plus souvent, cet effet est rencontré dans le vide des tubes électroniques.

## Dans le vide
Lorsqu'un objet métallique placé dans le vide est chauffé jusqu'à l'incandescence, l'énergie est suffisante pour que les électrons, agités, puissent quitter la surface du métal, formant un nuage d'électrons. Ce nuage est chargé négativement, et peut être attiré par n'importe quel objet chargé positivement environnant ; dans ce cas, le nuage est en fait un courant électrique circulant dans le vide.
Cet effet fut d'abord observé par Thomas Edison, c'est pour cela qu'il est parfois appelé effet Edison.
La charge d'espace est une propriété de tous les tubes à vide. Cela rend la conception des montages parfois plus facile ou parfois plus difficile. Par exemple, la charge d'espace limite le gain des triodes, car elle entrave le déplacement du flux d'électrons entre la cathode et l'anode.
D'un autre côté, la charge d'espace engendre un champ électromagnétique négatif, qui peut être utilisé pour la polarisation du tube.

## Dans les autres milieux
Une charge d'espace peut aussi se produire dans un liquide, un solide ou un gaz.
Par exemple lorsqu'un gaz est entre deux électrodes possédant une différence de potentiel importante, les charges électriques se dispersent autour des électrodes, formant des zones de charges. Ce phénomène est en partie responsable de l'effet corona sur les lignes à haute-tension ou d'autres conducteurs exposés à une tension importante.